# Юкстамедуларен нефрон
Юкстамедуларен нефрон (на латински: nephronum longum (juxtamedullare)) е специална еволюционна придобивка, характерна само за отделителната система на птиците и бозайниците, с функция концентриране на урината и съхраняване на телесните течности. Името на тази формация е описателно за местонахождението на нефрона, идва от конюнкцията на наименованието на сърцевината на бъбрека – „медула“ и латинската представка указваща близост – „юкста-“ (на латински: medulla reni, juxta-).

## Анатомия
Бъбречното телце на юкстамедуларния нефрон е в непосредствена близост до медулата, а неговата примка на Хенле се простира по цялото протежение на бъбречната медула (сърцевина). Само 15 – 20% от нефроните в човешкия бъбрек са юкстамедуларни. По протежение на кортикомедуларната граница се разполагат дъговидните артерии и вени, а от тях към капсулата се разклоняват интралобуларните съдове. В сърцевината на бъбрека се намират дългите примки на Хенле. В юкстамедуларните гломерули, еферентните артериоли се групират в снопове от сравнително прави съдове – вази ректи (мн.ч.), на латински: vasae recti, които прекосяват цялото сечение на медулата, за да оросят най-вътрешния медуларен слой. В обратната посока, от вътрешността към кората, съдовете се групират в комплексно организираната „чудесна артериална мрежа“ (на латински: rete mirabile arteriosa).

## Физиология и функции
Поради особената химична среда, метаболизмът в най-вътрешната медула е анаеробен (т.е. в отсъствие на кислород). По тези причини еритроцитите се пренасочват от правите артериоли на юкстамедуларните нефрони към капилярния плексус около каналчестата мрежа във външната зона на медулата, понеже присъствието им в „чудесната мрежа“ (на латински: rete mirabile) не е нужно. Градиентната концентрация на солите в медулата позволяват на примката на Хенле да абсорбира обратно максимално количество вода, ако това се наложи. В медуларната зона най-близко до събирателното легенче на бъбрека осмолалността на средата е около 1200(mOsm/L) , докато в близост до кората (кортекса) е приблизително равна на тази на кръвта – около 300(mOsm/L) . Тази именно разлика създава предпоставки за юкстамедуларния нефрон да поеме обратно водата и другите нужни субстанции.. Осмотичната изолация на медулата (сърцевината) на бъбрека от останалата част позволява екскрецията на хипертонична урина. Възможността на юкстамедуларния нефрон да концентрира урината е едно от основните еволюционни приспособления за живот на сушата.
| | |
| Бъбречно (малпигиево) телце: 1.) Перитубулни капиляри 2.) Проксимални извити каналчета 3.) Бауманова капсула 4.) Гломерула 5.) Еферентна артериола 6.) Дистални извити каналчета 7.) Аферентна артериола              | |
| | |
| Примка на Хенле Дебела част - 10.) спускаща се част 11.) изкачваща се част Тънка част – 14.) спускаща се част 15.) изкачваща се част                                                                                  | |
| | |
| Кръвноснабдяване: 5.) Еферентна артериола 7.) Аферентна артериола 8.) Интерлобуларна вена 9.) Интерлобуларна артерия 12 – 13.) Вази ректи (Прави съдове) 17.) Дъговидна бъбречна артерия 18.) Дъговидна бъбречна вена | |
| | |
| Легенда: A. Бъбречна капсула, B. Бъбречен кортекс, C. Кортико-медуларна зона, D. Бъбречна медула (сърцевина), E. Малко събирателно легенче                                                                            | Каналчета: 2.) Проксимални извити каналчета 6.) Дистални извити каналчета 10 – 11, 14 – 15.) примка на Хенле 16.) Събирателно каналче |